# PWS-16
PWS-16 – polski samolot szkolno-treningowy z okresu międzywojennego.

## Historia samolotu
PWS-16 został skonstruowany przez inż. Augustyna Bobka-Zdaniewskiego jako ulepszona wersja samolotu PWS-14. Doświadczenia z PWS-14 pozwoliły sprecyzować wojsku wymagania w nowym samolocie. Część z nich została przystosowana do lotów odwróconych. Prototyp PWS-16 został oblatany w grudniu 1933 roku. W zimie 1933–1934 przeszedł próby w Instytucie Badań Technicznych Lotnictwa. W 1934 roku Podlaska Wytwórnia Samolotów dostarczyła 20 sztuk samolotu. Tego samego roku konstruktor PWS-16 dodał do samolotu karabin maszynowy wz. 33, zastosowano szerszą osłonę silnika, osłonę gaźnika, pogrubiono kadłub, zmieniono obrys usterzenia, przeniesiono zbiornik ze skrzydła w kadłub. Dużą zmianą było zmienienie podwozie na trójgoleniowe z amortyzatorami podpartymi do boków kadłuba. Samolot po tych zmianach otrzymał oznaczenie PWS-16 bis. Prototyp tego samolotu przeszedł próby w Instytucie Badań Technicznych Lotnictwa zimą 1934–1935. W latach 1935–1936 zbudowano 20 samolotów PWS-16 bis o numerach 59-22 do 59-40.

## Użycie
PWS-16 były używane przede wszystkim w wojsku, do nauki strzelania i bombardowania. Gdy w 1937 roku do służby trafiły samoloty PWS-26, „szesnastki” przesunięto do zadań  drugorzędnych, jak np. holowanie szybowców (trzy PWS-16 bis obsługiwały polską ekipę na Międzynarodowych Zawodach Szybowcowych w górach Rhön). Jeden PWS-16 bis był wykorzystywany przez zakłady PWS do lotów dyspozycyjnych. Po krótkim użytkowaniu przez Wojsko Polskie, 5 samolotów PWS-16 bis sprzedano do Bułgarii, a za pośrednictwem Portugalii 20 samolotów PWS-16 i PWS-16 bis zasiliło armię hiszpańską.
W wojnie obronnej używano „szesnastek” do celów łącznikowych. Jeden PWS-16 bis trafił do Samodzielnej Grupy Operacyjnej „Polesie”, która wykorzystała go w ostatniej bitwie kampanii wrześniowej, pod Kockiem. 4 października został on uszkodzony i porzucony.